# 六尺褌

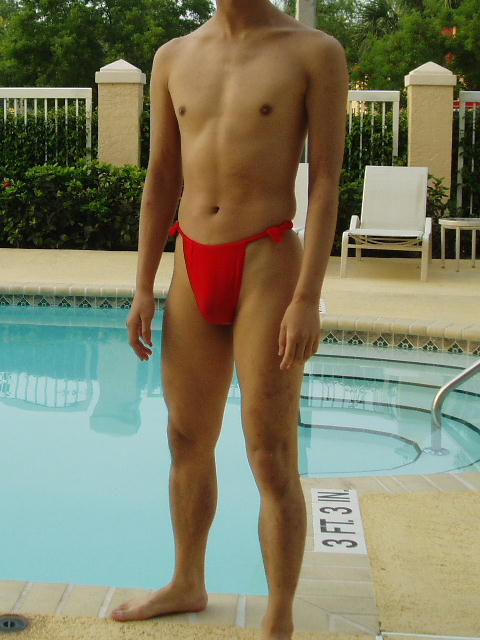
赤の六尺褌（前面から）

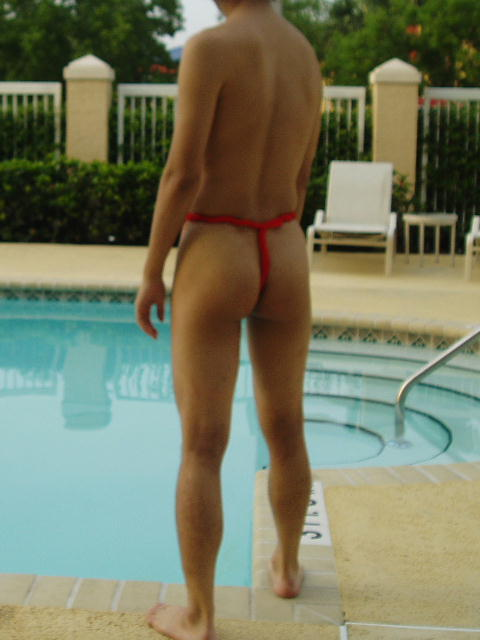
赤の六尺褌（背面から）

六尺褌（ろくしゃくふんどし）とは、長さ約180cm〜300cm程度、幅約16cm〜34cm程度のさらしの布を用いた日本人男性用と女性用の下着。臀部が露出していることに特徴がある。現在では下着に用いられるよりも、主に祭事や水着などで使用されることが多い。

## 概要
六尺褌の由来は鯨尺で六尺の長さ（約228cm）から呼ばれる。股間を跨ぎ身体に巻き付けるように締める。長さの目安は、前垂れを出さない場合、生地の端を持ち両腕で水平に拡げ、次に残り生地の端を持ち、身体中央から更に片腕で水平に伸ばした長さである（胴回りの約3倍）。幅は晒しの全幅を用いるが、体型によっては半幅、若しくは2/3幅に生地を切るか、内折りで使用する。
江戸時代には曲尺で六尺の長さ（約180cm）で、前垂れを出し（三角に畳む場合も多い）、後で結ぶ場合が多かった（胴回りの約2.5倍）。
因みに、前袋を2重にする締め方は昔の漁師や船乗りなどが用いた締め方である。なお、締め方や結び方については地方や古式泳法の流派により独特の締め方、結び方がある。 

## 締め方
締め方は生地の端を左肩に掛けて性器（陰部）を覆い、股間を跨ぎ、尾骨から左回りで腰を一周し、縦褌と交差させて軽く仮掛けする。次に、肩に掛けた前垂れを部分を下ろし、同じく、男性器を覆って股間を跨ぎ、生地を交差させながら縦褌に向かい、仮掛けした片方の生地の端と尾骨上で交差させて、それぞれ横褌に数回巻き付けて締める。生地が余ったら切り取る。生地を交差させる際に、横褌、縦褌の締め付けを調整する。
締め方の要領として、横褌は腰骨の上で巻き付け、前袋の位置が臍下に来るようにすること、前垂れを落とす際、縦褌と何度も交差させて締めること、前袋が綺麗な二等辺三角形に形成されていること、二重に締める上で上の生地が前袋で撓まず、下の生地との間で上下の歪みを出さないこと、陰部はしっかり覆われていること、縦褌に左右の偏りがないこと、横褌にしっかり巻き付けられていること、巻き付けた時に生地に余りがなく左右の長さが一定であること、陰毛がはみ出さないことが求められる。六尺褌の締め方を見れば、その人の褌歴がわかるとも言われている。江戸時代には成人男性は嗜みとして、陰毛を出さないように陰毛を銭湯で軽石や線香を使って処理をしていた。

## 歴史
臀部が露出している下着は、東南アジア、ポリネシア地方、中南米地方で散見されることから、六尺褌は南方伝来説が強く唱えられ、日本人の祖先は南方から伝来したのではないかとの説も唱えられている。しかしながら、昔は布が高価なものだっただけに、日本人に下着として六尺褌が普及したのは、生地が麻から木綿に代わった江戸時代からであり、古代の日本には六尺褌は存在していなかった。
六尺褌の下着としての歴史は、江戸時代から明治時代末期頃までの間で、日本人成人男性の主な下着として用いられていた。
1872年（明治5年）12月8日に当時の東京府知事が違式詿違条例を発令し、裸体または肌脱ぎになったり、股などを露わにすることが取り締まりの対象となり、公衆の面前で表着として褌姿での外出は禁止されることになった。
明治時代に徴兵制度が制定されて、軍隊で着脱が容易で、生地が短く経済的な越中褌が支給され、全国に普及したことから、その後の六尺褌は下着で用いられるよりも祭事や水着等で用いられるようになった。
現在でも、下着や水着として使用している男性も存在するほか、祭事や一部の日本泳法の流派を汲む水泳の伝統校では臨海学校（遠泳）等でも水着として用いられている。また、寒中水泳の際の行事でも水着で用いる場合がある。

## 水着としての六尺褌
日本人が海水浴（水泳）を始めるようになったのは明治時代に陸軍軍医の松本良順が健康に良いと海水浴を推奨したことから始まり、上流階級の一部から始まった。それまでは、漁師、船乗りや、武士階級の間で武術として日本泳法があったに過ぎなかった水泳が、全国に海水浴場が開設され、国民皆泳の名の下に学校教育でも水泳が体育教科として取り上げられたことで、庶民の間に海水浴（水泳）の習慣が拡がる第一歩となった。当時の上流階級は洋装の水着（水泳着）で海水浴を勤しんだが、まだまだ洋装の水着（水泳着）は庶民には高価で、一般庶民の水着は褌（六尺褌）や水衣が一般的なものであった。また、日本泳法の各流派は自派の泳法を教えるため、海水浴場などで水練場を開設した。水練場とは、海、川、池や堀を区切った箇所で泳法を学ぶ場を日本泳法関係者が使った呼称であり、一般には「水泳場」と呼ばれていた。
1917年（大正6年）に日本で初めて室内温水プールがYMCA（東京）で開設された。当時は水質の維持のため、水着の着用は禁止され、全裸で泳ぐように指導されていた。戦後もしばらくは全裸での水泳が続いていた。これは、本国の米国でもYMCAや大学ではプールでは全裸で泳ぐことが普通であったことにもよるものであった。
1930年代（昭和）に入り、全国各地でプールが開設された。因みに、明治神宮外苑プールは1937年（昭和12年）に建設されている。
キリスト教徒とその関係者だけに開放されていたYMCAとは違い、一般庶民に開放されたことで、庶民に水泳が普及した。庶民の水着は依然と褌（六尺褌）や水衣だった。この頃から簡易褌として黒猫褌が出現し、男児を中心に普及した。
1928年（昭和3年）のアムステルダムオリンピックの競泳で、初の金メダル獲得から水泳人気は高まり、水泳は国民的スポーツとなった。1932年（昭和7年）のロサンゼルスオリンピック競泳で5種目を制したことから「水泳王国」として日本が世界に認知されるようになった。
オリンピックの公式競技では使用されなかったが、1936年（昭和11年）のベルリンオリンピックでは、日本人選手が現地での練習で六尺褌を使用していたところ、日本人選手の速さの秘密は水着の褌にあるのではないかと日本人選手に外国人記者の取材が殺到し、褌姿の選手と一緒の記念撮影を求められたこともあった。実際、日本人選手は水着の下に
黒猫褌をサポーターとして使用していた。
戦後の国体でも使用されていたが、占領米軍が臀部が露出することは野蛮であるとして、接収した明治神宮外苑プールで禁止し、選手は米軍関係者の前では黒猫褌の上に水泳パンツをはいて競技を行った。
その後、合成繊維の開発が進み、伸縮性のある水着に適した生地が出現したことや、縫製技術も進歩したこともあり公式競技では褌は使われなくなった。また、日本の経済成長が進み、水泳パンツが廉価で入手できるようになったことや、国民所得が上昇したことで、個性を求めて、ファッション性のある水着が求められるようになり、臀部が露出する褌は恥ずかしいと、下着と同様、1960年代頃（昭和30年半ば頃）から、褌は若者から次第に廃れて行った。1960年代半ば頃（昭和40年代初頭）には、都市部の小中学校で水着に用いられて褌は廃止の方向に向かい、現在では日本泳法の流れを汲むごく一部の学校で使われるのみとなった。褌が普通に散見された一般のプールでも褌の利用者がほとんど見られなくなり、一部のプールではポケットのついたトランクス水着や下着と紛らわしい褌を禁じるプールも出現し、プールで褌は禁止されているとの誤解が広まった。
1980年代末頃（平成元年頃）から、褌に形の似たTバック水着が欧米から伝わり、バブル期に男女とも最も流行した。そして1992年（平成4年）、Tバック水着の男性が多数来場していた神宮プールにおいて、臀部が露わなTバック水着に対する苦情が噴出し、Tバック水着と共に褌も禁止されるという事態となった。
その後のインターネットの発達に伴い、Tバック水着で泳げるとネット上で話題になったプールにTバック水着の男性や、布の少ない、透ける過激な水着の男性が殺到したことから、他の客から苦情が噴出し、褌まで禁止となる事態が毎年のように起きるようになった。そのため、特に大都市で褌禁止のプールが少しずつ増えているが、2005年（平成17年）時点では東京においても褌を禁止するプールの方が少ない。一方、中南米労働者の多い地域など外国人の多く来るプールではTバック水着の女性が多く、形の似ている褌に対して寛容である。また、国際的には、ニュージーランドで開催された第五回環太平洋マスターズ水泳選手権大会で六尺褌での出場を希望した日本人選手がおり、長い議論の末に日本の伝統的水着と認められ、褌で出場し優勝している。
ただし今日もなお、日本の古式泳法では伝統を守って六尺褌を用いているところもある。
1972年、学習院在学中の天皇徳仁は、あかふんどしをしめて水泳合宿に参加した。

## その他
丹田を始めとする腰や股間の各種ツボを刺激するため、健康下着として注目される一方、着脱に難があり、かさばることから、和服には適しても、洋装中心の現代では実用下着として普及しにくいという側面もあるが、和服と同様、日本の伝統的な下着として、また、祭りの衣装として欠かせない存在であることに変わりはない。
「緊褌一番」とは六尺褌の締め心地から来た言葉である。つまり、尻に食い込み陰部を固定させる事により気持ちが引き締まり、締め付けることで下腹部に力を入れやすくする。このため真剣勝負の武道家などの間でも愛用者が多い。

## 注
1. ↑  男子のみ／共学の場合、女子は一般的なスクール水着で、学校によっては水着の上に腰紐(男子の褌と同材質の場合が多い)を巻きつける。これは男子の褌の横褌と同様、溺れた時に掴んで救助しやすくする、日本泳法の横泳ぎを教えやすくする、という機能もある。“アーカイブされたコピー”. 2007年4月30日時点のオリジナルよりアーカイブ。2008年1月24日閲覧。
2. ↑  朝日新聞1993年4月23日朝刊北海道版。
3. ↑  天皇陛下が赤ふんどしに！学習院で続く伝統遠泳【秘蔵写真】 | 女性自身

## 参考書籍
- ふんどしの話　新穂 栄蔵/著　出版社: JABB出版局　ISBN 978-4915806186
- 下着の文化史（青木 英夫/著、雄山閣出版）
- 褌ものがたり 越中 文俊/著　出版社: 心交社 ISBN 978-4883025220
- 男の粋　和の極み　おっ、ふんどし！？―新・ふんどし物語　越中 文俊/著　出版社: 心交社 ISBN 9784778104993
- パンツの面目ふんどしの沽券　米原万里/著　出版社:筑摩書房　ISBN 4-480-81639-9
- 時代風俗考証事典 林美一/著  出版社:河出書房新社、2001年1月、ISBN 4309223672